# لارس كريستنسن يندبرج
لارس كريستنسن يندبرج (بالإنجليزية: Lars Lindberg Christensen)‏ (و. 1970 – م) هو عالم فلك ولد في كوبنهاغن .

## التعليم
تعلم في جامعة كوبنهاغن